# Закусило, Олег Каленикович
Олег Каленикович Закусило (род. 12 сентября 1947, Пески — советский математик и педагог. Первый проректор Киевского национального университета имени Тараса Шевченко, академик Академии педагогических наук Украины, доктор физико-математических наук (1989), профессор (1991).

## Биография
Родился в 1947 году в семье сельского учителя и библиотекаря в селе Пески бывшего Берестечковского района Волынской области.
В 1965 году окончил Киевскую физико-математическую школу-интернат при Киевском государственном университете. С 1965 года по 1970 год — студент механико-математического факультета Киевского университета.
С 1970 года по 1972 год — аспирант кафедры теории вероятностей (научный руководитель проф. Королюк В. С.). В 1973 году защитил кандидатскую диссертацию «Предельные теоремы для процессов с дискретным вмешательством случая», а в 1989 году — докторскую диссертацию на тему: «Марковские процессы с простыми и сложными функциями износа».
С 1991 года — профессор кафедры исследования операций.
В 1987 году впервые избран деканом факультета кибернетики.
В 2005 назначен проректором по научной работе, а с 2008 года — первым проректором Киевского национального университета имени Тараса Шевченко.

## Научные труды
Автор монографии «Общие процессы сохранения с аддитивным входом» и один из авторов учебного пособия «Элементы теории массового обслуживания и асимптотического анализа сетей».
Олег Закусило является автором около 100 научных статей, подготовил трех кандидатов физико-математических наук.

## Награды
- Почетное звание «Заслуженный работник народного образования Украины» (1999)
- Орден «За заслуги» III степени (2009)[1]
- Государственная премия Украины в области науки и техники 2011 года — за цикл научных трудов «Конструктивная теория моделирования, анализа и оптимизации систем с неполными данными и её применения» (в составе коллектива)[2]